# Џет (Оклахома)
Џет (енгл. Jet) град је у америчкој савезној држави Оклахома.

## Демографија
По попису из 2010. године број становника је 213, што је 17 (-7,4%) становника мање него 2000. године.
| Група             | 2000.       | 2010.       |
| Белци             | 221 (96,1%) | 197 (92,5%) |
| Афроамериканци    | 0 (0,0%)    | 0 (0,0%)    |
| Азијати           | 1 (0,4%)    | 0 (0,0%)    |
| Хиспаноамериканци | 1 (0,4%)    | 9 (4,2%)    |
| Укупно            | 230         | 213         |